# Stift Tilbeck GmbH
Die Stift Tilbeck GmbH ist eine Organisation im deutschen Caritas-Verband. Sie unterhält im Münsterland Einrichtungen und Dienste der Behindertenhilfe und anderer sozialer Aspekte, wie z. B. der Betreuung psychisch erkrankter Personen. Sie wurde im Jahr 1998 gegründet. Alleingesellschafter ist der Bischöfliche Stuhl Münster.

## Geschichte
Die Lehrerin Gertrud Teigelkemper stiftet 11. Oktober 1881 den geerbten Hof in der Bauerschaft Tilbeck einem sozialen Zweck und leitet die „Private Erziehungsanstalt für epileptische Kinder“. Unter Aufrechterhaltung der von der Stifterin gegründeten Erziehungsanstalt erhielt Professor Funcke Mitte November 1881 die Konzession zur Errichtung und Leitung einer Privat-Krankenanstalt für an Epilepsie erkrankte Menschen. Im Sommer 1883 konnte mit Zustimmung der Provinzialverwaltung mit der Umsetzung der Baupläne von Architekt Hilger Hertel begonnen werden. Die Stationen St. Ludger und St. Elisabeth wurden zwei Jahre später bezogen. Im Jahr 1886 folgte die Station St. Anna. Bis 1892 entstand das Franziskus-Gebäude. Zwischen 80 und 90 Menschen fanden in Stift Tilbeck nun einen Wohnplatz. In den Jahren 1900 bis 1932, in denen Direktor Kleyboldt das Stift Tilbeck leitete, vollzog sich ein enormer Ausbau des Hauses in allen Bereichen. Die Zahl der Patientinnen wuchs beständig an, sodass sowohl die räumlichen als auch die personellen Gegebenheiten stets angepasst werden mussten. Durch kleinere Umbaumaßnahmen wurde das Stift stetig modernisiert.
Die Machtübernahme der Nationalsozialisten bedeutete für das Stift einen tiefgreifenden Einschnitt. Sozialdarwinismus, Eugenik und Rassenhygiene bestimmten die Sozialpolitik mit ihrer rigiden Gesetzgebung. Das „Gesetz zur Verhütung erbkranken Nachwuchses“ trat Anfang 1934 Kraft. Das Gesetz schrieb vor, dass Träger angeblicher genau festgelegter Erbkrankheiten bei den Gesundheitsämtern gemeldet werden müssen. Sogenannte Erbgesundheitsgerichte entscheiden dann über die Sterilisierung der Gemeldeten. Die katholische Kirche ergreift zwar für die Betroffenen Partei und lehnt die Unfruchtbarmachung grundsätzlich ab. Dennoch wurden 46 Mädchen und Frauen aus dem Stift sterilisiert. Bis Ende August 1941 sind 462 der etwa 680 in Tilbeck betreuten Mädchen und Frauen den entsprechenden Stellen gemeldet. In seiner Predigt vom 3. August ruft der Träger des Stiftes, Bischof von Galen, zu passivem Widerstand auf und klagt in der Lambertikirche zu Münster die NS-Euthanasie öffentlich an. Im Dezember 1941 verlangt die Provinzialverwaltung die Verlegung von 200 Frauen in die Provinzialheilanstalt Eickelborn. Der Direktor des Stifts leitet die Verlegung von 150 Frauen in die Wege. Insgesamt wurden in den Jahren 1936, 1937 und 1941 insgesamt 228 Menschen in staatliche Einrichtungen verlegt. Keiner kam jemals zurück. Sehr wahrscheinlich sind die meisten von ihnen gezielt getötet worden. Direktor Laackmann setzte sich im Jahr 1943, nach der vermeintlichen Ankündigung eines weiteren Transportes dafür ein, eine Überführung in eine andere caritative Einrichtung zu erreichen, kurz danach wurde er zum Leiter des Stiftes ernannt.
Nach dem Zweiten Weltkrieg hatte die Tilbecker Hausleitung mit Überbelegung und Enge sowie mit dem Mangel an Fachpersonal zu kämpfen. Am Ende der beiden Nachkriegsjahrzehnte ging es darum, dem traditionell beschützenden Charakter des Hauses eine langsame Öffnung in die Gesellschaft zu ermöglichen. Anfang der 1970er Jahre zog der Träger durchgreifende Konsequenzen aus der Situation der Tilbecker Anstalt. Indem das Generalvikariat neben dem geistlichen Direktor einen Verwaltungsleiter einsetzte, die mit dem leitenden Arzt und der Oberin ein neues Leitungsteam bildeten, wurde eine handlungsfähigere Entscheidungsebene geschaffen. Es konnte eine Gesamtkonzeption erstellt werden, die es durch die Gewinnung qualifizierten Personals, umfangreiche Baumaßnahmen und durch Umstrukturierungen umzusetzen galt. Im Oktober 1973 übernimmt ein Werkstattleiter die Aufgabe, die Tilbecker Werkstätten aufzubauen, die im Jahr 1980 nach Abschluss des ersten Bauabschnitts mit 150 Plätzen bezogen wurden. In den 1990er Jahren wurden Wohngruppen in Billerbeck, Havixbeck und Nottuln eingerichtet sowie tagesstrukturierende Maßnahmen entwickelt. Die Beschäftigungstherapie wurde in eine Tagesförderung umgewandelt. Es erfolgte der dritte Bauabschnitt der Tilbecker Werkstätten. Im Jahr 1998 erfolgte die Umwandlung in eine GmbH.
Der Außenstandort für Menschen mit psychischen Erkrankungen der Tilbecker Werkstatt zieht im Jahr 2010 in das Gebäude der Liebigstraße in Nottuln um und das Zentrum für berufliche Bildung und Qualifizierung nimmt in der Otto-Hahn-Straße in Nottuln seine Arbeit auf. Das Gebäude der Tilbecker Werkstätten am Standort Stift Tilbeck wird umfassend renoviert. Das Haus „Wohnen in Pastors Garten“ öffnet im Jahr 2012 in Münster-Roxel seine Pforten für ältere Menschen mit Pflegebedarf. Ein neues Werkstattgebäude für schwerstmehrfachbehinderte Menschen an der Ahornallee in Tilbeck wird in Betrieb genommen.

## Einrichtungen
- Psychiatrie

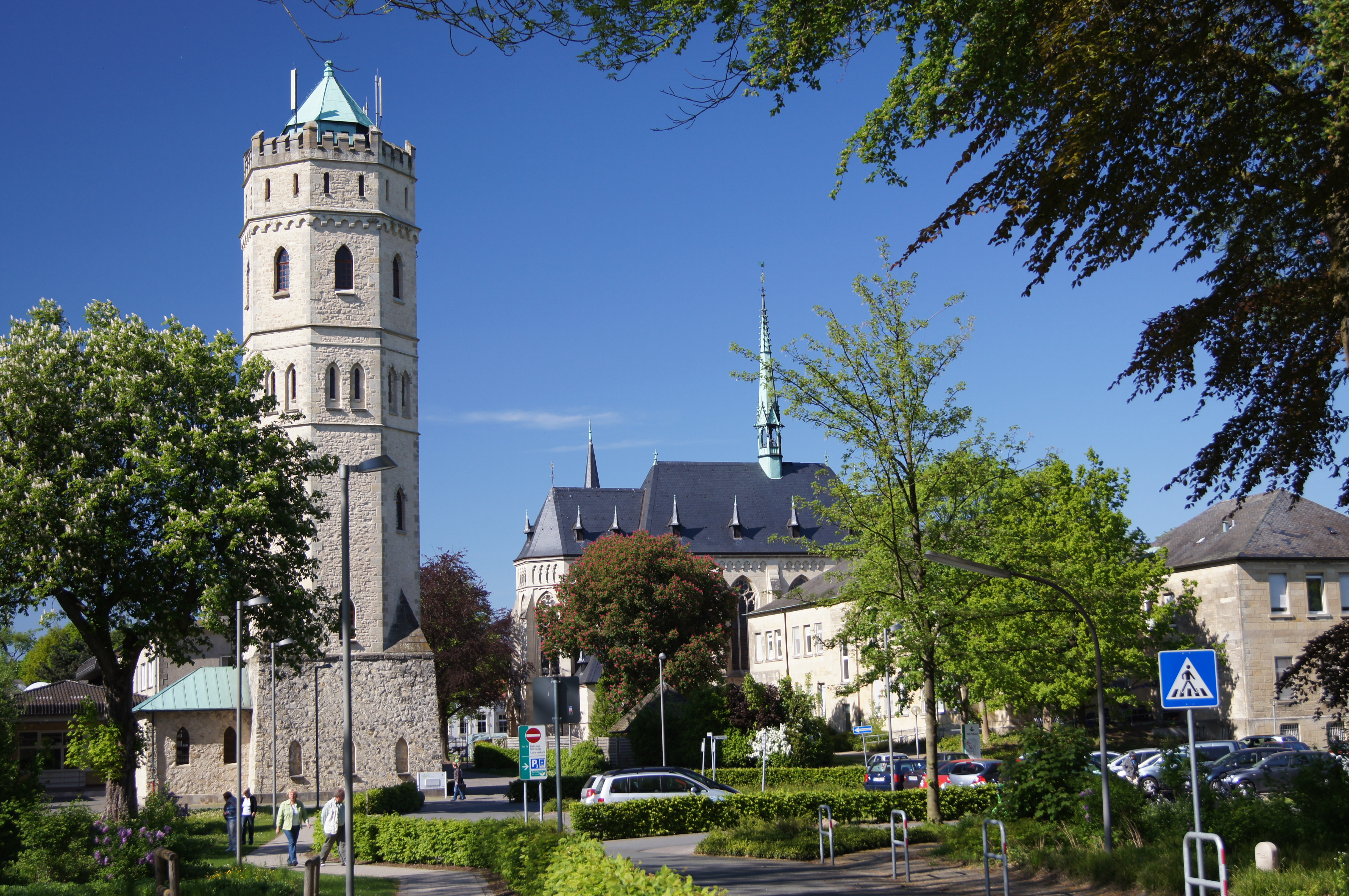
Wohneinrichtungen und die Werkstätten in der Gemeinde Havixbeck.

  - Fachkrankenhaus für Psychiatrie und Psychotherapie (Klinik am Schlossgarten, Dülmen)
  - zwei Tageskliniken,
  - Institutsambulanz,
  - Drogenambulanz

- Behindertenhilfe
  - Komplementäreinrichtung für Menschen mit geistiger Behinderung in Havixbeck, Stift Tilbeck.
  - zehn Außenwohngruppen in Havixbeck, Senden, Münster, Billerbeck, Gievenbeck, Roxel und Nottuln
  - Eine Außenwohneinrichtung mit sechs Gruppen
  - Familienunterstützender Dienst
  - Ergänzungsdienste wie Freizeitbereich, Seniorenbereich, Tagesstätte und Förderbereich
  - Beratungsstelle für Menschen mit geistiger Behinderung und deren Angehörige
  - Werkstatt für Menschen mit Behinderungen (Tilbecker Werkstätten)
  - Ambulant Betreutes Wohnen für Menschen mit Behinderung

## Stift Tilbeck GmbH in Havixbeck
Der größte und zugleich bekannteste Bereich der Stift Tilbeck GmbH sind die Wohneinrichtungen und die Werkstätten in der Gemeinde Havixbeck, das Stift Tilbeck.